# Rhadinorhynchus plagioscionis
Rhadinorhynchus plagioscionis är en hakmaskart som beskrevs av Vernon E. Thatcher 1980. Rhadinorhynchus plagioscionis ingår i släktet Rhadinorhynchus och familjen Rhadinorhynchidae. Inga underarter finns listade i Catalogue of Life.